# Genista majorica
Genista majorica är en ärtväxtart som beskrevs av Canto och M.J.Sanchez. Genista majorica ingår i släktet ginster, och familjen ärtväxter. Inga underarter finns listade i Catalogue of Life.